# Boulevard de Magenta
Die Pariser Straße Boulevard de Magenta mit ihren 1920 Metern Länge kreuzt die Grenze zwischen dem 9. und 10. Arrondissement. Im Alltag wird der Name oft in Boul'(vard) Magenta verkürzt.

## Lage
Der Boulevard beginnt an der Ecke Place de la République / Rue Beaurepaire und endet an Ecke Boulevard de Rochechouart / Boulevard de la Chapelle. Er verläuft etwa in nordwestliche Richtung. Nach zirka 1400 Metern kreuzt die Rue La Fayette, wo zugleich die Bezirksgrenze verläuft. Die Verlängerung der Straße nach dem Boulevard de Rochechouart weiter nach Norden ist die Boulevard Barbès.
1980 wurde die Straße trotz ihrer Breite von 30 Metern zur axe rouge erklärt, um die Emissionen durch den Straßenverkehr zu verringern. Seitdem steht für den motorisierten Individualverkehr nur noch eine Fahrspur pro Fahrtrichtung zur Verfügung.
Unmittelbar am Pariser Gare du Nord befindet sich die im Juli 1999 eröffnete Station der Schnellbahnlinie RER E, die zwar den Namen Bahnhof Magenta trägt, aber nicht direkt unter dem Boulevard, sondern mehr als 300 Meter entfernt liegt.
Folgende Metrostationen sind an dem Boulevard:
- République
- Jacques Bonsergent
- Barbès – Rochechouart

## Ursprungsname
Der Boulevard ist nach der Schlacht von Magenta in der Lombardei im Jahre 1859 benannt. Im selben Jahr wurde die Straße fertig gestellt. In der Planungsphase und während des Baus hieß sie noch Rue du Nord.

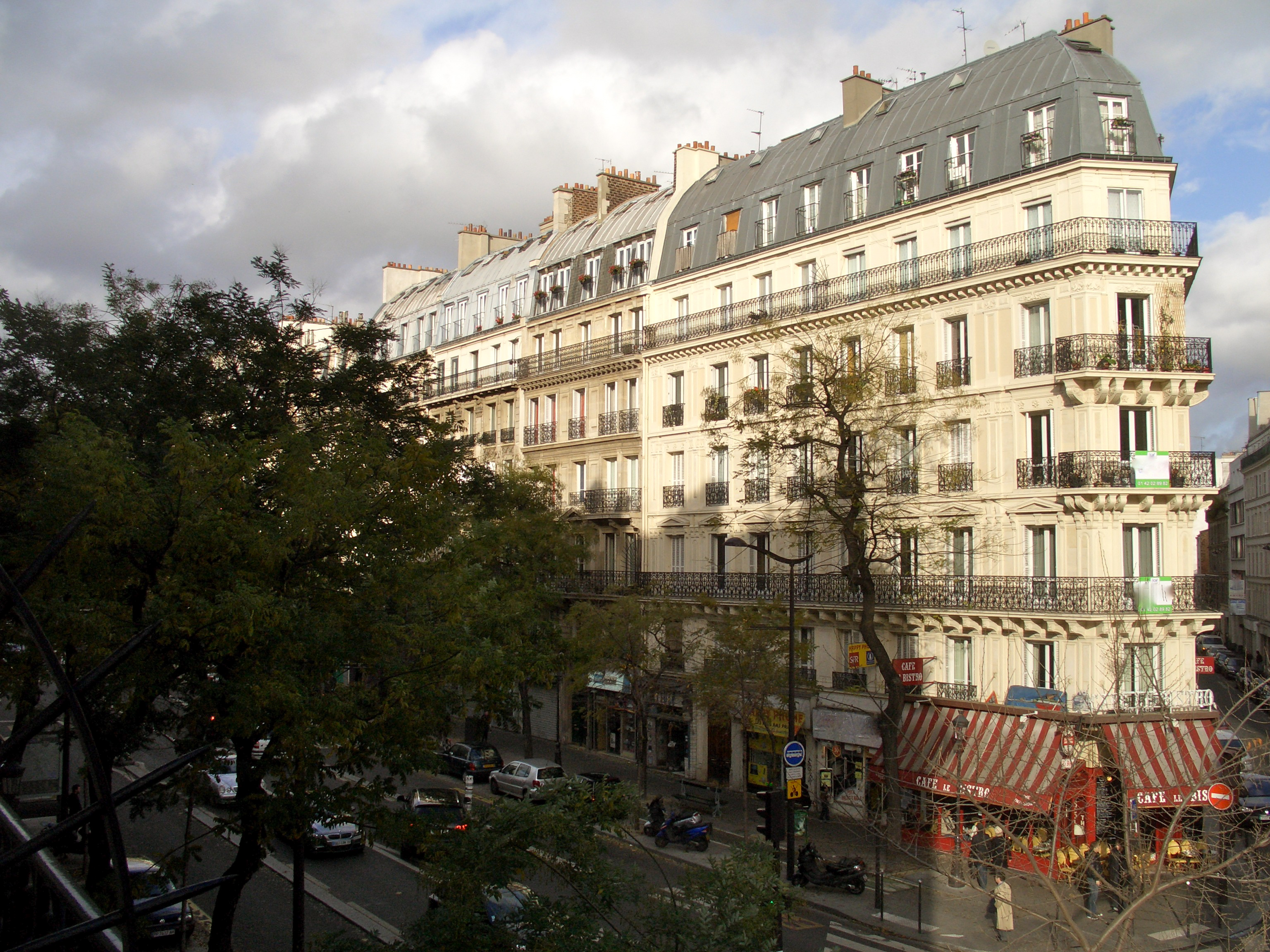
Boulevard de Magenta
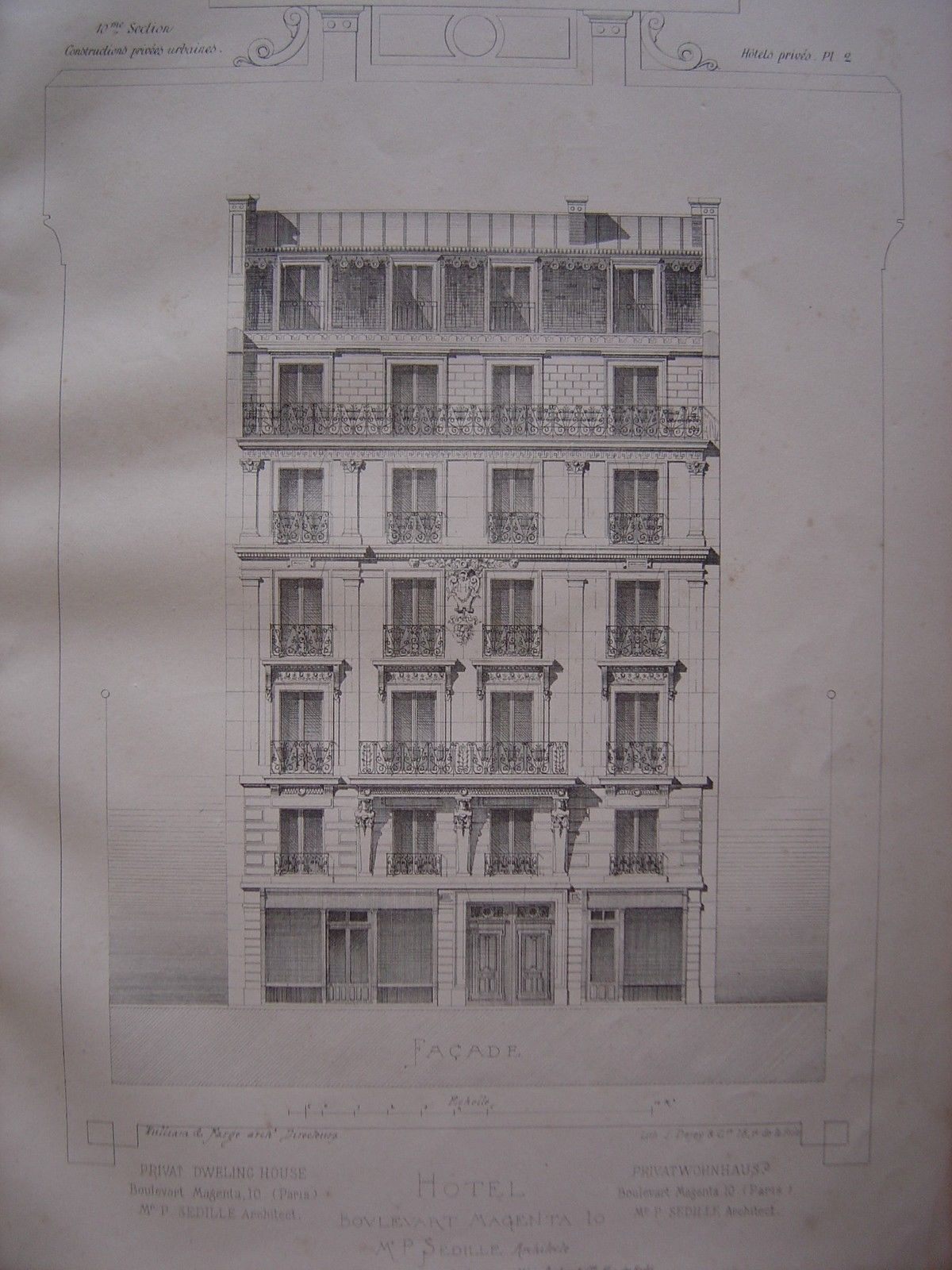
Nr. 10 des Boulevard

## Bedeutsame Orte
Entlang der Straße erinnern einige an den Hausfassaden angebrachte Marmortafeln an Ereignisse an den jeweiligen Orten:
- Nr. 3:[2] Hier lebte Jacques Bonsergent, der erste Pariser, der bei der Deutschen Besetzung von Paris im Dezember 1940 erschossen wurde.
- Nr. 5: Gebäude im Haussmann-Stil mit einem Innenhof, das sich durch eine von François Théophile Murgey[3] bearbeiteten Torbogen zum Boulevard hin öffnet. Murgey arbeitete an der Dekoration der Wohnungen Napoleon III. im Louvre.
- Nr. 10: Hier wohnte der Architekt Paul Sédille (1836–1900), von dem vor allem die Neugestaltung des Kaufhauses Printemps berühmt geworden ist.
- Nr. 11: Das Haus von 1887 ist ein Werk des Architekten Louis Gauché. Die monumentalen, allegorischen Figuren an der Fassade symbolisieren die moderne Wissenschaft.

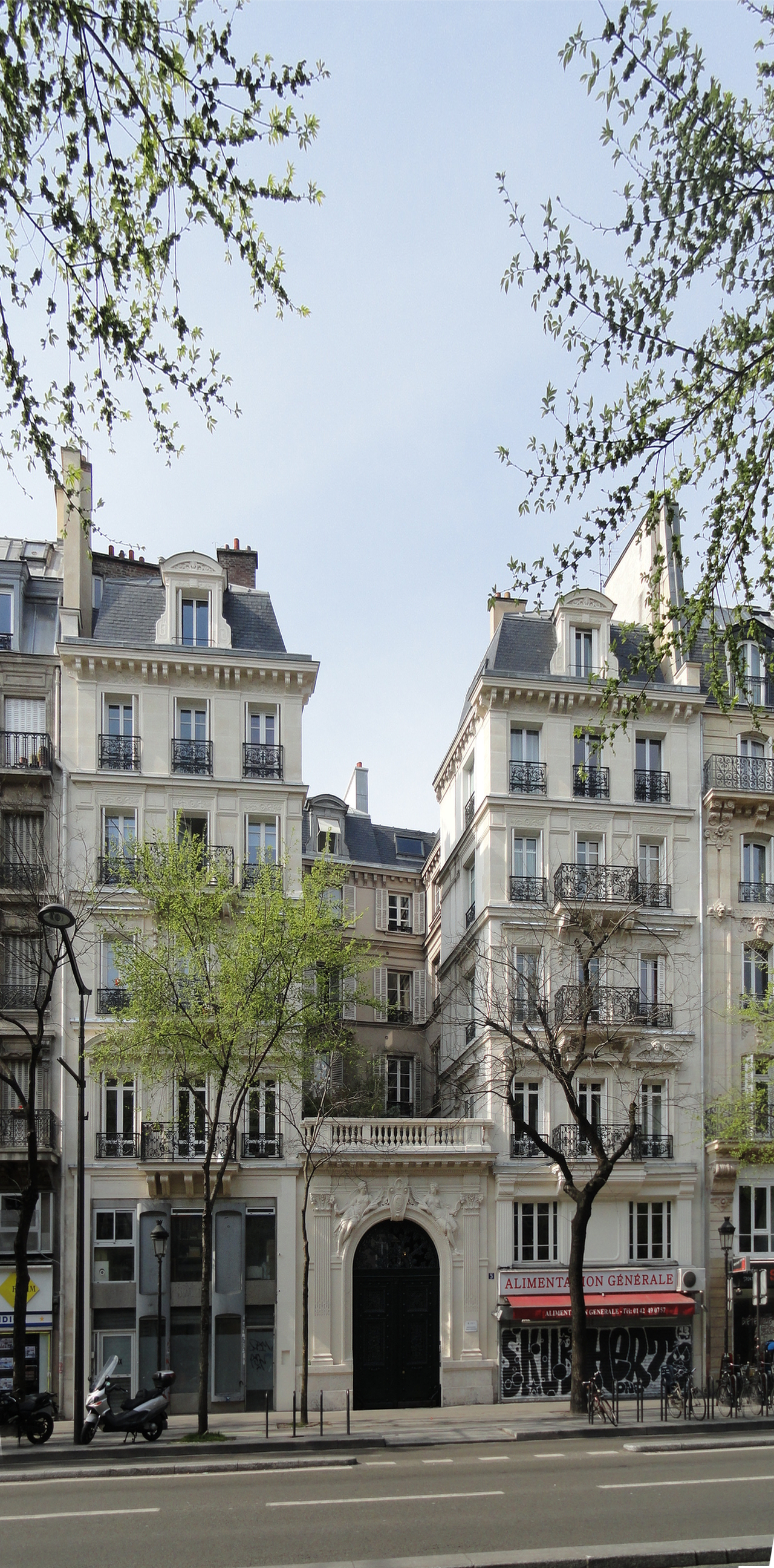
Gesamtansicht von Nr. 5
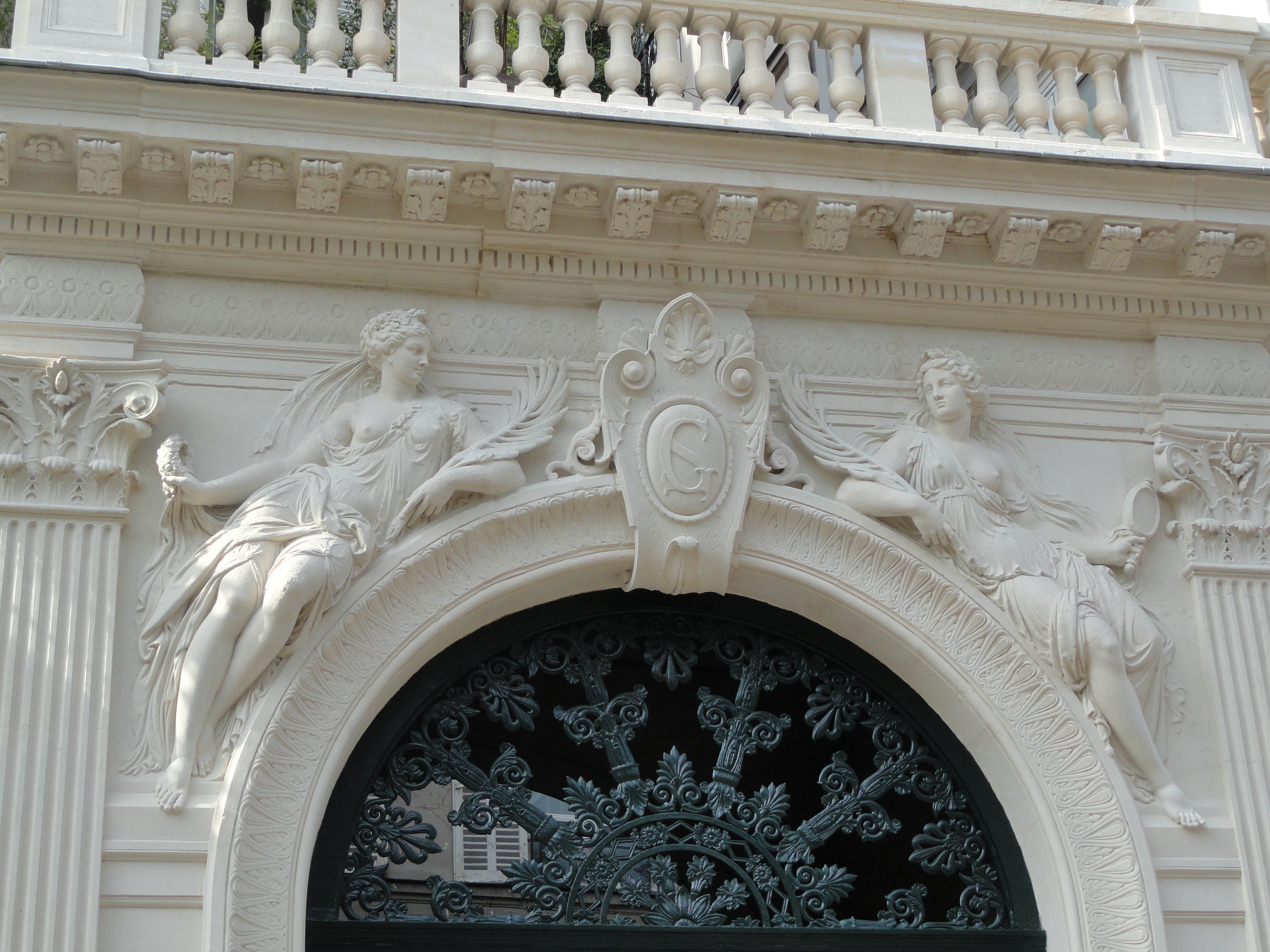
Nr. 5: Eingang von François Théophile Murgey
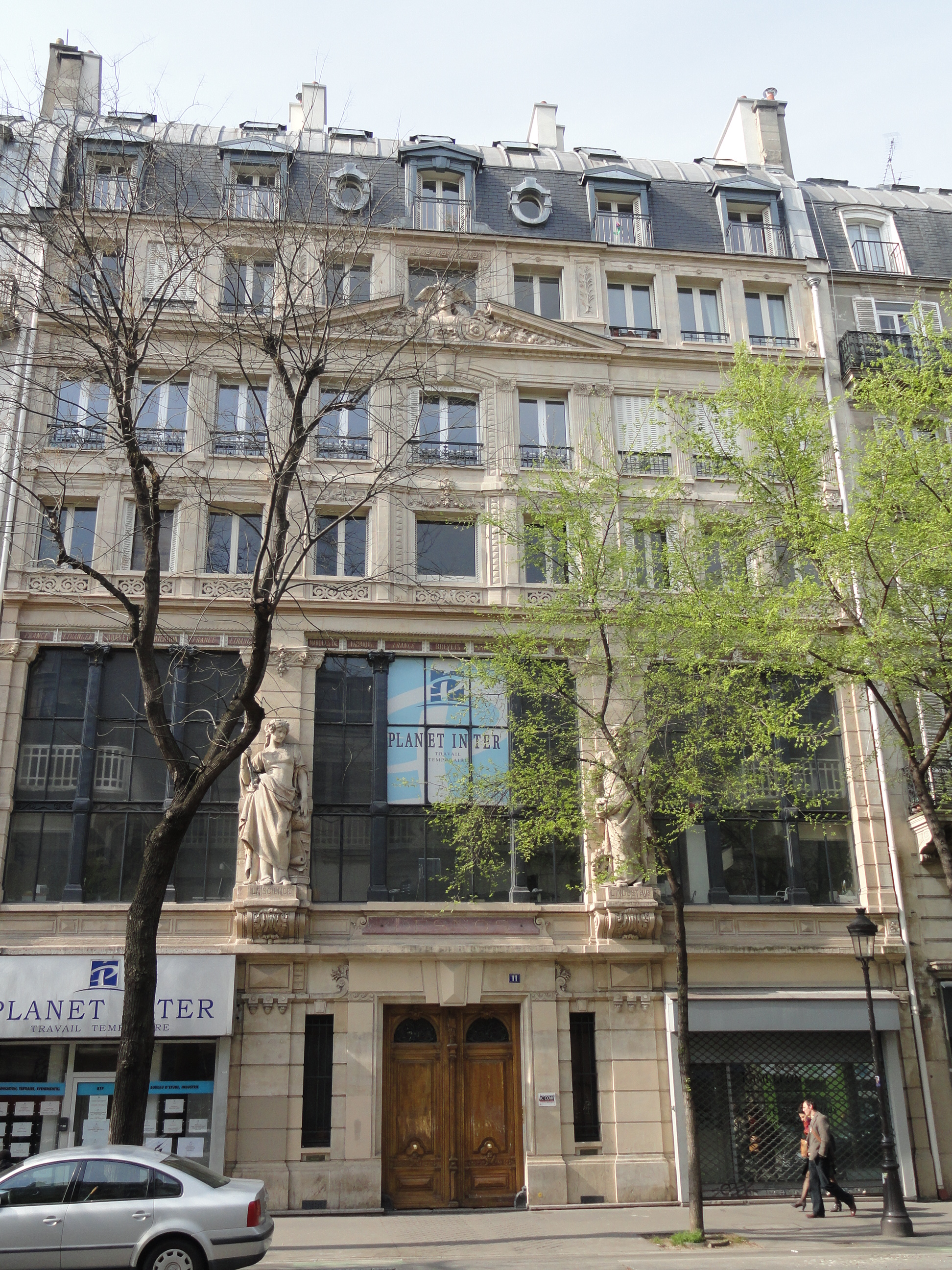
Gesamtansicht von Nr. 11
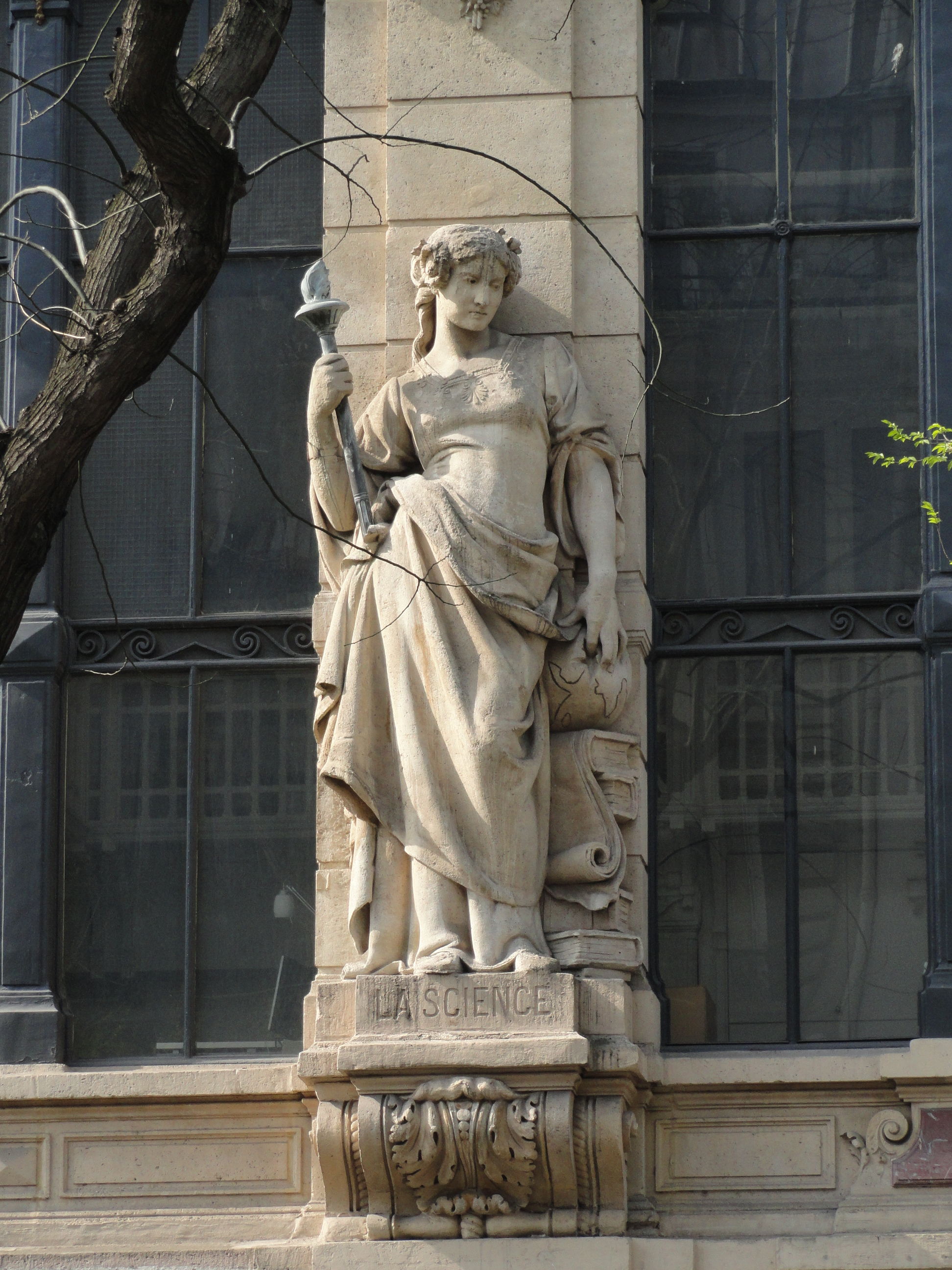
Nr. 11: Allegorie der Wissenschaften
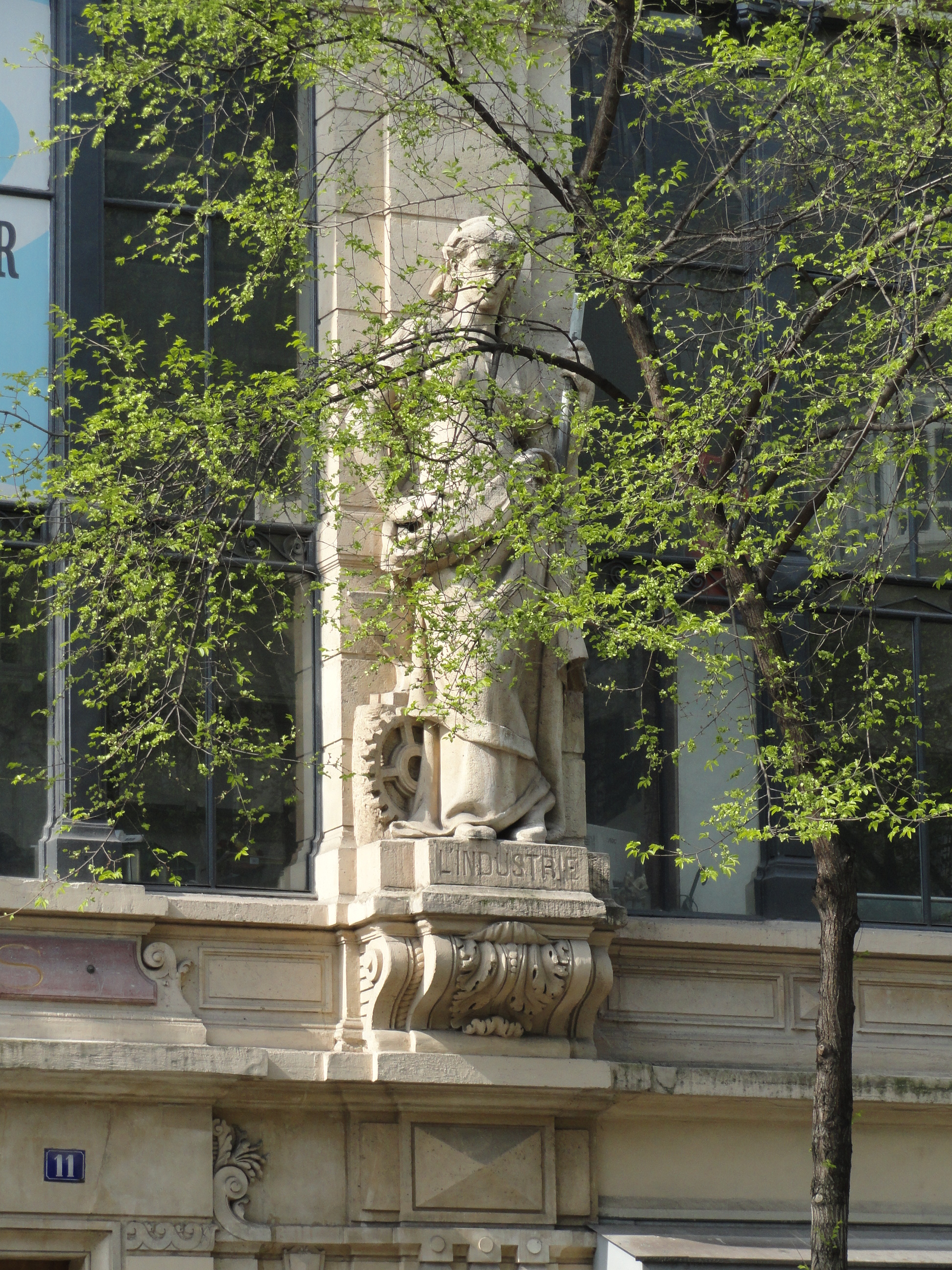
Nr. 11: Allegorie der Industrie

- Nr. 19: Gebäude aus den Jahren 1867–1869, Fassade mit zwei Konsolen, die Herakles und den Nemeischen Löwen darstellen, gebaut von dem Architekten Paul Sédille, der dort lebte. Auch der Bildhauer Henri Chapu (1833–1891) arbeitete dort.
- Nr. 24: Schauplatz vom Restaurant Véry, wo der Anarchist François Claudius Koënigstein alias Ravachol am 30. März 1892 verhaftet wurde. Als Rache verübten Gesinnungsgenossen am Morgen des 25. April hier einen Bombenanschlag.

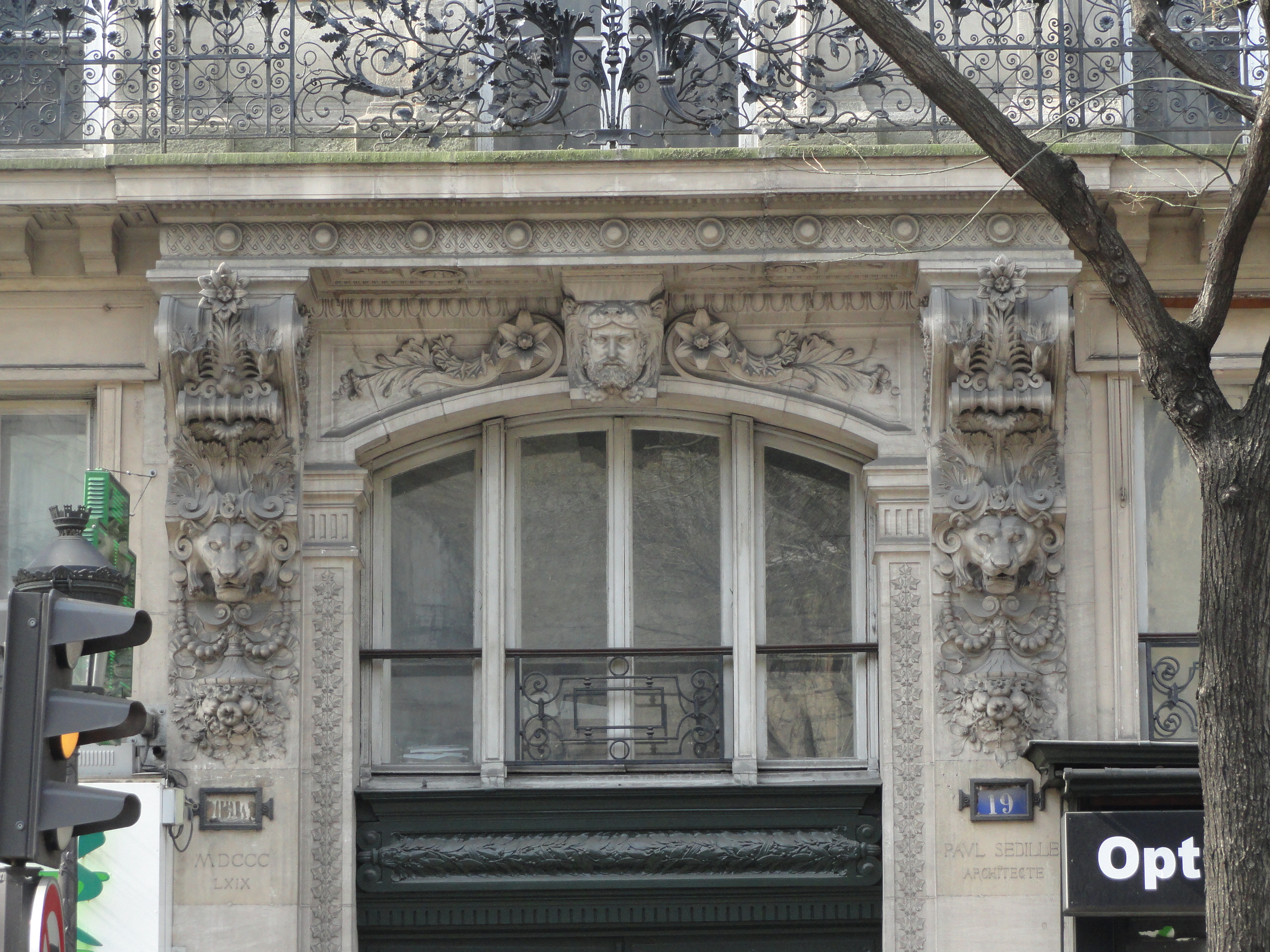
Nr. 19: Eingang
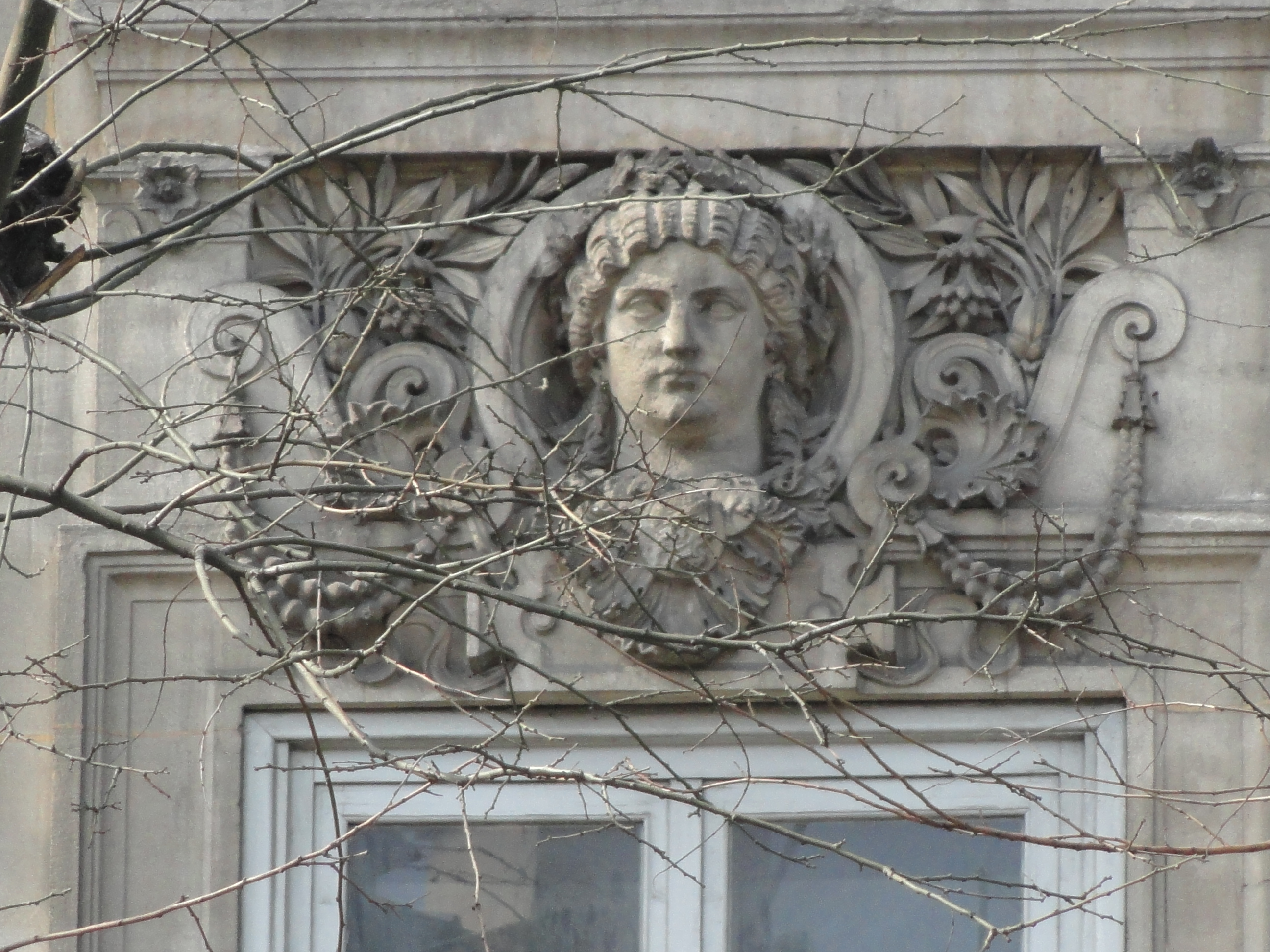
Nr. 19: Fenster in der 2. Etage
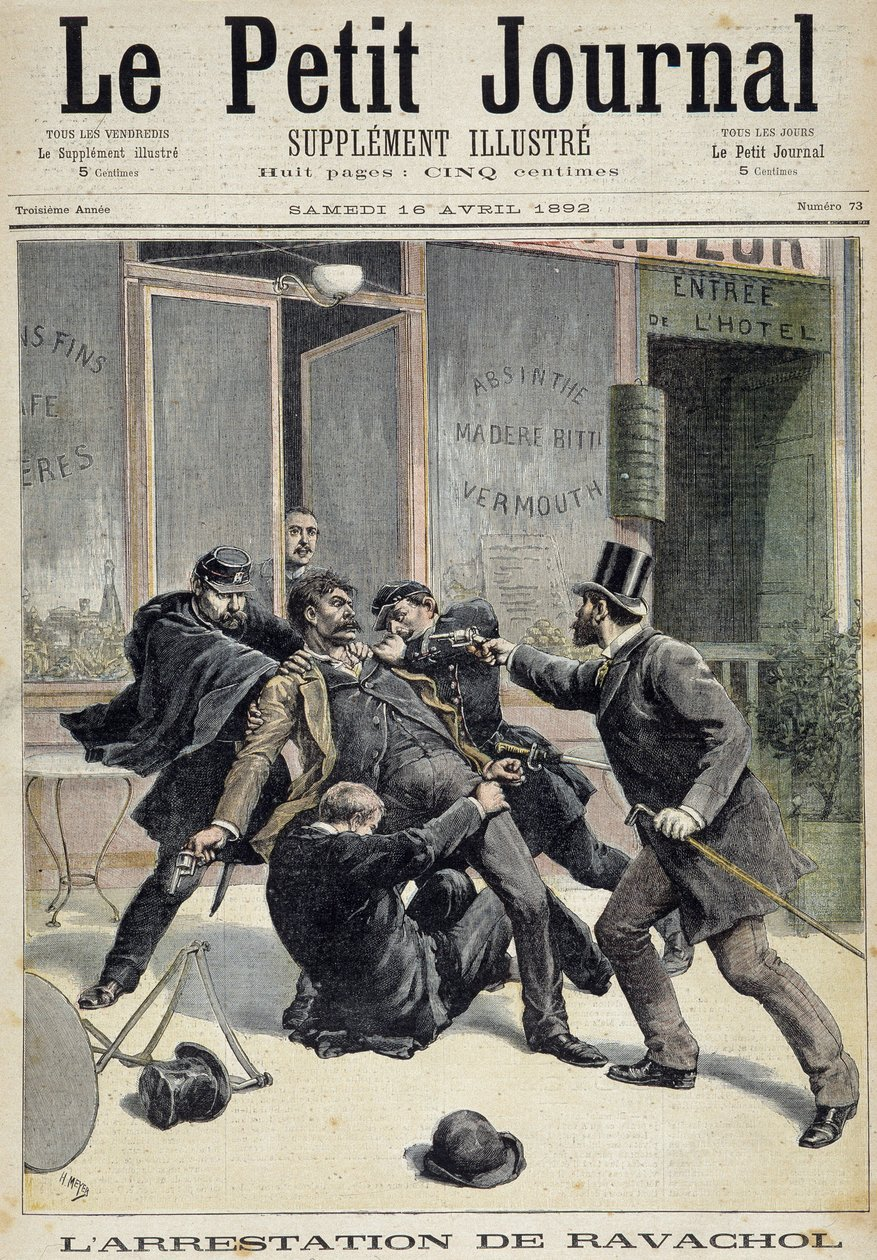
Verhaftung Ravachols vor Haus Nr. 24
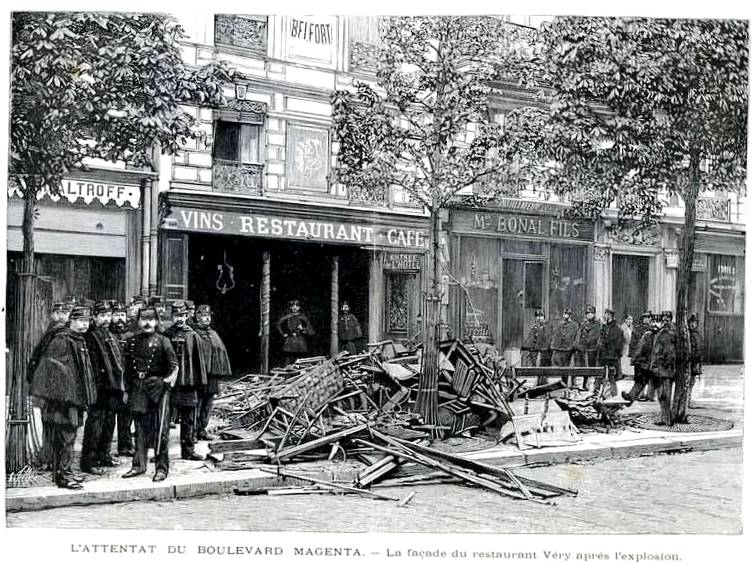
Zustand nach der Explosion im Restaurant Véry Nr. 24 am 25. April 1892

- Nr. 50: Gebäude im Haussmann-Stil mit einer Fassade von zwei Karyatiden von Charles Gauthier (1831–1883).
- Nr. 52: Gebäude im Haussmann-Stil, erbaut 1869 von L. Higonet. Hier wurde Ginette Neveu geboren und wohnte hier.
- Nr. 68: Pfarrkirche Saint-Laurent, erbaut zwischen 1863 und 1867

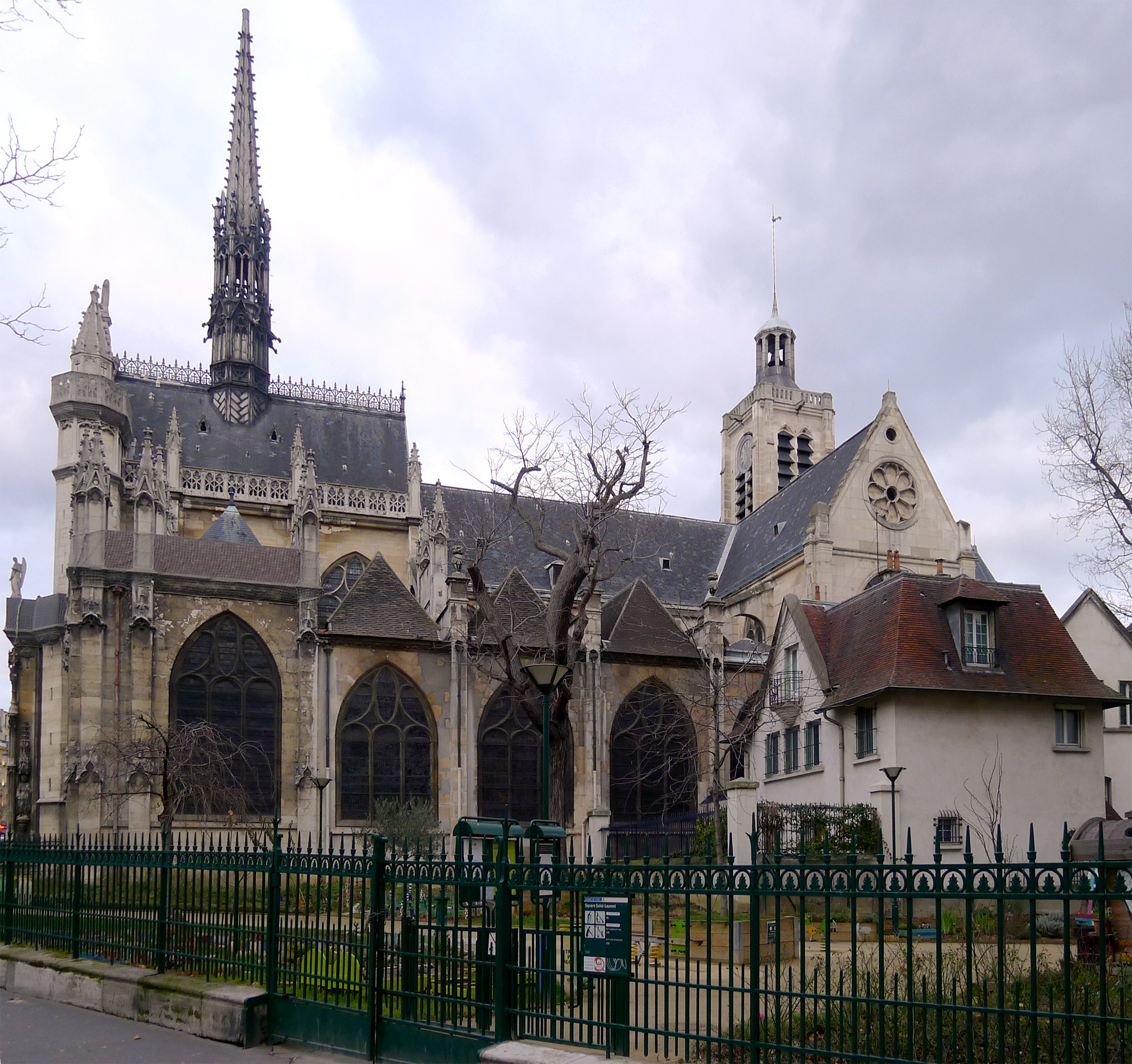
Südfassade des Église Saint-Laurent neben dem Square Saint-Laurent

- Nr. 85 bis: Markthalle Marché Saint-Quentin von 1866, eine Metallkonstruktion von Victor Baltard.
- Nr. 100: Hier trafen sich regelmäßig die Väter des „roman national“ Alexandre Chatrian und Émile Erckmann um zusammen unter dem Pseudonym Erckmann-Chatrian (La Taverne du jambon de Mayence) zu schreiben. Die Nähe zum Gare de Paris-Est erlaubte ihnen regelmäßig mit Lothringen zu verkehren.
- Nr. 106: Gebäude, in dem sich Léona Delcourt (die eine kurze Affäre mit André Breton hatte), besser bekannt als «Nadja», bei ihrer Ankunft in Paris im Sphinx Hôtel (benannt nach den an der Fassade sichtbaren Sphinxköpfen) aufhielt.
- Nr. 110: Hier lebte der Maler Georges Seurat
- Nr. 115: Hier wohnte Baron Edmond de Rothschild, dessen Wohnung vom Architekten Germain Debré (18901948) 1934 neu gestaltet wurde.[4]
- Nr. 155: Hier lebte der Maler Luigi Loir
- Nr. 170: Das Kino Le Louxor (Fassade und Decke stehen unter Denkmalschutz)[5]

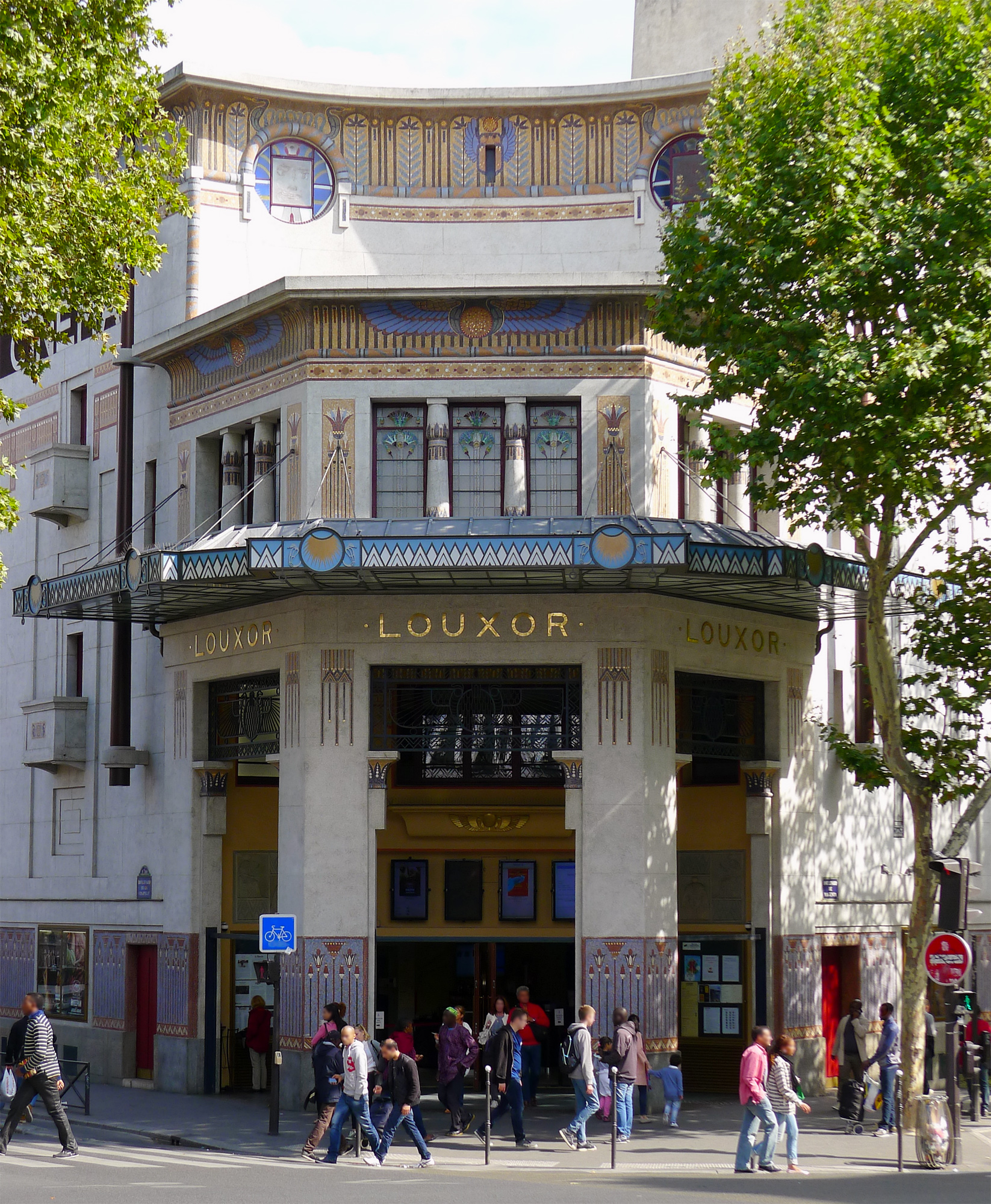
Le Louxor 2015